# .za
za. هو امتداد خاص بالعناوين الإلكترونية (نطاق) domain للمواقع التي تنتمي لجنوب أفريقيا، لو لاحظت عدم ارتباط الاسم الإنجليزي مع الامتداد وذلك لان جنوب أفريقيا كانت تسمى Zuid-Afrika عندما كانت اللغة الهولندية هي اللغة الرسمية قبل عام 1925 ففيه حولت اللغة الرسمية إلى الأفريقية.